# هول‌بروک (نیویورک)
هول‌بروک (به انگلیسی: Holbrook) یک منطقهٔ مسکونی در ایالات متحده آمریکا است که در شهرستان سافک، نیویورک واقع شده‌است. هول‌بروک ۱۸٫۶ کیلومتر مربع مساحت و ۲۷٬۱۹۵ نفر جمعیت دارد و ۳۶ متر بالاتر از سطح دریا واقع شده‌است.